# Auberville-la-Renault
Auberville-la-Renault é uma comuna francesa na região administrativa da Normandia, no departamento de Sena Marítimo. Estende-se por uma área de 4,96 km². Em 2010 a comuna tinha 466 habitantes (densidade: 94 hab./km²).